# Nos femmes (film)
Pour l’article homonyme, voir Nos femmes.
Pour plus de détails, voir Fiche technique et Distribution.
Nos femmes est un film français réalisé par Richard Berry, sorti en 2015.

## Synopsis
Un trio de vieux amis a décidé de se réunir chez l’un d'eux (Max). Simon arrive en retard  et paraît tout catastrophé, il dit avoir étranglé, sous l’emprise de la colère, sa femme Estelle. Il demande à ses amis de lui servir d’alibi. Max et Paul sont plutôt réticents, dilemme entre justice et amitié…

## Fiche technique
- Titre original : Nos femmes
- Réalisation : Richard Berry
- Scénario et dialogue : Richard Berry et Éric Assous, d'après sa pièce de théâtre
- Décors : Philippe Chiffre
- Photographie : Thomas Hardmeier
- Montage : Mickael Dumontier
- Producteur : Thomas Langmann
- Sociétés de production : La Petite Reine et TF1 Films Production, en association avec SofiTVciné 2
- Société de distribution : Mars Distribution
- Pays :  France
- Genre : comédie dramatique
- Durée : 97 minutes
- Date de sortie : 
  -  France 29 avril 2015

## Distribution
- Daniel Auteuil : Paul
- Richard Berry : Max
- Thierry Lhermitte : Simon
- Pauline Lefèvre : Estelle
- Mireille Perrier : Karine
- Pascale Louange : Magali
- Joséphine Berry : Pascaline

## Adaptation

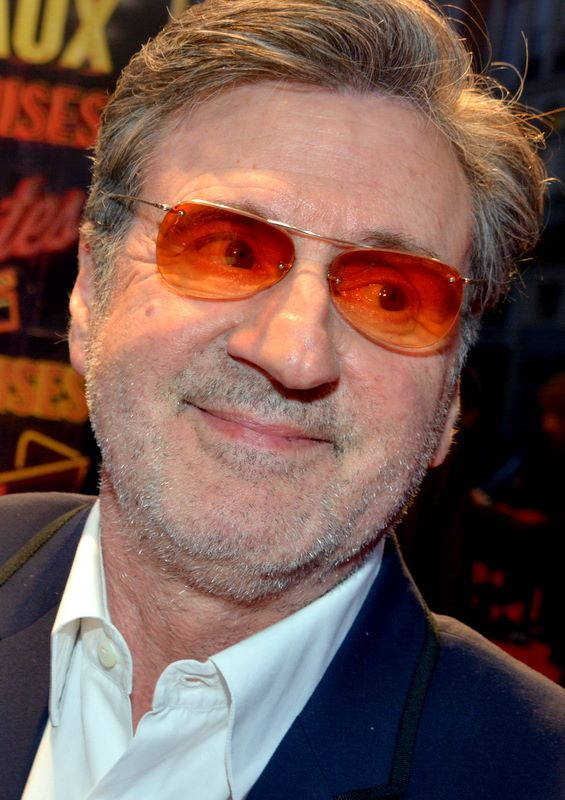
L'acteur Daniel Auteuil à l'avant-première parisienne du film, en avril 2015.

Éric Assous adapte ici sa pièce de théâtre Nos femmes, créée au théâtre de Paris le 24 septembre 2013. Pour cette création, la mise en scène était déjà signée Richard Berry, et les trois rôles masculins interprétés par Richard Berry lui-même, entouré de Daniel Auteuil et Didier Flamand. La pièce est reprise au théâtre de Paris puis en tournée à partir de janvier 2015 avec une distribution renouvelée : aux côtés de Richard Berry, se trouvent désormais Jean Reno et Patrick Braoudé.

## Musique
- Piano concerto no. 23 (adagio) de Mozart
- Ma Benz de NTM
- À bout de souffle de Claude Nougaro
- Take Five de Dave Brubeck Quartet

## Critiques
Très rapidement, après la sortie du film, de nombreuses critiques ont dénoncé le fait que le scénario soit basé sur un féminicide commis par un mari, ce à des fins comiques,,. L'utilisation comme MacGuffin - prétexte au développement du scénario - d'un meurtre conjugal a été vue comme une banalisation des violences faites aux femmes et a mobilisé sur les réseaux sociaux des associations de défense des droits des femmes et de particuliers. Certains y ont vu un appel au spectateur à rire d'un féminicide, tout en demandant de la compassion pour le meurtrier. Certains ont estimé que l'histoire se prêtait mieux au genre théâtral (le film étant adapté d'une pièce écrite par Éric Assous) en raison du caractère nécessairement "exagéré et amplifié", particulier du Boulevard, mais que le cinéma ne pouvait le traduire avec "subtilité". Outre la banalisation de la violence, la possessivité du père envers sa fille est également dénoncée comme une objectivation de la femme (exemple de dialogue : « Tu peux tuer ta femme, mais je te pète la gueule si tu couches avec ma fille. »).